# Cratere Aarna
Aarna  è un cratere sulla superficie di Marte.